# Alexandre Isidore Jarry
 (septembre 2011).
Si vous disposez d'ouvrages ou d'articles de référence ou si vous connaissez des sites web de qualité traitant du thème abordé ici, merci de compléter l'article en donnant les références utiles à sa vérifiabilité et en les liant à la section « Notes et références ».
Pour les articles homonymes, voir Jarry.
Alexandre Isidore Jarry est un avocat et politicien français, propriétaire du château de la Morinière né le 29 septembre 1806 et mort le 20 février 1898 à Donnery dans le département français du Loiret.
Il est notamment conseiller municipal puis maire de Donnery.

## Biographie
Né à Orléans le 29 septembre 1806, il est le fils de Simon Isidore Jarry, marchand commissionnaire en vin à Saint-Denis-de-l'Hôtel, puis propriétaire retiré à Orléans dans sa maison de la rue d'Illiers, et d'Élisabeth Emélie Morand. 
Licencié en droit, avocat inscrit au barreau d'Orléans, il épouse à Orléans, le 19 juin 1832, sa cousine-germaine, Geneviève Lucile Morand, dont le frère est baron Petit de la Fosse, préfet.
Propriétaire du château de la Morinière, que son grand-père avait fait construire après avoir acquis une maison de vigne dans ce lieu, la famille constitue progressivement un domaine en acquérant des fermes et maisons aux alentours.
Il passe une grande partie de sa vie à Donnery où il est élu conseiller municipal en 1847. En 1853, il est nommé maire de la commune et le restera sans discontinuité jusqu'à sa mort le 20 février 1898 à Donnery.
Il a été fait chevalier de la Légion d'honneur le 13 septembre 1889.
À ses obsèques, l'adjoint Juranville-Delacôte dit de lui : Homme simple et modeste, doué d'une grande affabilité et d'un esprit très conciliant, il s'efforçait de faire régner le bon accord dans cette commune qu'il aimait sincèrement, et qui était devenu pour lui une véritable famille. Son gendre Ponson du Terrail décrit ainsi le maire de Saint-Donat (nom donné à Donnery dans son roman Le Nouveau Maître d'école) et son épouse : 
- 1re version (épreuve d'imprimerie jointe à son dossier de Légion d'honneur):

Le maire de Saint-Donat est un homme riche, très avare, très aimable, assez instruit, paresseux comme un loir, inexact en toute chose, sous la domination absolue de sa femme, et n'osant prendre aucune détermination sans l'autorisation de ce tyran femelle... Le maire de Saint-Donat, bourgeois fort riche de la ville voisine, se nommait M. Jaconey. Mme Jaconey n'était pas aimée à Saint-Donat. Âpre au monde comme on dit, elle ne donnait jamais aux pauvres, payait son banc à l'église douze francs tout secs et se montrait impitoyable pour le malheureux fermier en retard. On ne l'aimait donc pas à saint-Donat mais on la craignait.
- 2e version définitive dans laquelle l'auteur atténue son jugement : Le maire de Saint-Donat est un homme riche, très aimable, assez instruit, un peu indolent, un peu inexact, prenant toujours conseil de sa femme, et craignant les querelles avant toute chose.. Le maire de Saint-Donat, bourgeois fort riche de la ville voisine, se nommait M. Taconey. Mme Taconey n'était pas adorée à Saint-Donat. Âpre au monde comme on dit, elle donnait rarement aux pauvres, payait son banc à l'église douze francs tout secs et se montrait peu indulgente pour le fermier en retard. On ne l'aimait donc pas à saint-Donat mais on la craignait.

- Par contre, il laisse inchangé ce passage en parlant de sa belle-mère : C'était une grasse personne qui aimait à utiliser le moins chèrement possible tout ce qui l'entourait. Or, ce qu'on redoutait à Saint-Donat plus que la picote qui décime les troupeaux, que le arcin qui fait périr les chevaux, plus que la fièvre des marais qui s'attaque à l'homme et lui interdit tout travail, c'était la femme du maire.

Mais le portrait est sans doute un peu forcé puisque dans son testament, elle fait don de la somme de 3 000 F au bureau de bienfaisance de Donnery, pour le soulagement des pauvres de la commune.

## Descendance
Alexandre Isidore Jarry a trois enfants :
- Louise Lucile Jarry né en 1833 à Orléans et morte en 1908 à Paris. Elle épouse le 14 juin 1860 à Orléans, Pierre Alexis de Ponson dit "Ponson du Terrail", romancier en vogue. Ils achètent en 1861, la maison des Charmettes à Donnery. À la mort de ses parents, la veuve Ponson du Terrail hérite du château de la Reinerie à Fay-aux-Loges.
- Alphonse Émile Jarry (1835 Orléans - ?). En 1898, il est caissier de banque à paris et est resté probablement célibataire.
- Clémence Céline Jarry né en 1836 à Orléans et morte en 1881 à Donnery. Cette fille cadette épouse à Orléans, le 15 novembre 1859, Éric de Carbonnel de Mongival. Devenue veuve en 1863, elle se remarie à Simiane, le 30 mars 1871 avec Louis Edgard de Ferry du Pommier.